# هجوم شعفاط 2022
عمليّة شعفاط أو هجوم شعفاط هي عمليّة هجوميّة استهدفت حاجزًا في مدينة شعفاط شمال القدس في الثامن من تشرين الأول/أكتوبر 2022. استهدفَ المُهاجِم الفلسطيني خلالَ هذه العمليّة مجموعة من الجنود الإسرائيليين وحراس الأمن الذين كانوا متواجدين هناك، وتمكَّن من قتل مجنّدة في جيش الاحتلال الإسرائيلي بعدما صوَّب نحو رأسها رصاصةً من نقطة الصفر كما أصابَ حارسًا آخر بجروح خطيرة فضلًا عن إصابتهِ لجنديين من حرس الحدود بجروح طفيفة قبل أن يلوذ بالفرار. بعد إحدى عشر يومًا من البحث والمطاردة والحصار الذي فُرض على شعفاط والمناطق القريبة منها، نفَّذ المهاجم هجومًا ثانيًا قُرب مستوطنة معاليه أدوميم شرقي مدينة القدس حيثُ أصابَ مُجددًا حارس أمن إسرائيلي قبلَ أن يشتبكَ مع عناصر الجيش الإسرائيلي ليُفارق الحياة برصاصاتهم.

## الهجوم
في وقتٍ ما من مساء يومِ السبت الموافق للثامن من تشرين الأول/أكتوبر 2022، خرجَ عدي التميمي (22 سنة) من سيّارةٍ كانت قد وصلت للتوّ لحاجز شعفاط، ثمّ سُرعان فتح النار على مجموعة الجنود الإسرائيليين وحراس الأمن الذين كانوا في المنطقة قبل أن يدخل معهم في اشتباكات بالأسلحة الناريّة. أسفرَ الهجوم عن مقتل مجنّدة إسرائيليّة من نقطة الصفر كما تعرّض حارس أمن لجروح خطيرة وأُصيبَ ضابطين آخرين بجروح طفيفة. واصلَ عدي اشتباكاته مع جنود جيش الاحتلال الإسرائيلي في الحاجز ثمّ فرَّ مشيًا على الأقدام إلى مكانٍ ما. أكّدت التحقيقات الأولية أنّ المنفذ استغلَّ تغيير المواقع بين الجنود عند الحاجز فهاجمهم حينها ما يُشير – بحسبِ التحقيقات الإسرائيليّة – إلى أنّ المنفذ راقبّ الجنود على مدى أيامٍ قبل تنفيذ العملية.

## المطاردة
شنَّت القوات الإسرائيلية بعد الهجوم عمليات مطاردة في مختلفِ أنحاء القدس كما حاصرت عشرات البلدات والقُرى الفلسطينيّة. اعتقلَ جيشُ الاحتلال ستّة مشتبه بهم بدعوى تورّطهم في الهجوم. نتيجةً لكلّ هذا فقد اندلعت اضطرابات واحتجاجات كبيرة في مخيم شعفاط. استنفرت كافّة أجهزة الأمن الإسرائيلي لمُلاحقة منفذ الهجوم، كما اعتقَلت ثمانية مواطنين آخرين من المخيّم الذي حصلَ فيه الهجوم نصفهم من أقارب وأصدقاء التميمي. صوَّرت وسائل الإعلام الفلسطينيّة قوات الاحتلال الإسرائيلي وهي تقتحمُ منزل عائلة التميمي ومنازل أخرى بضاحية السلام ببلدة عناتا ومخيم شعفاط كما فجَّرت عددًا من البوابات في المنطقة.

## المقاومة الفلسطينية
شهدت مدينة القدس وأحياؤها توترًا كبيرًا بعد عمليّة شعفاط وذلك إثرَ فرض الشرطة الإسرائيلية قيودًا مشددة على المخيّم بحجة بحثها عن منفذ الهجوم. قامَ المقدسيون ردًا على تصرفات جيش الاحتلال بإضرابٍ عامٍ كما أُغلقَت أغلبُ المؤسسات التعليمية تضامنًا مع محاصري مخيم شعفاط. تضامنت نابلس و‌جنين أيضًا مع منفذ هجوم شعفاط ومعَ ما يتعرّض له المخيّم وباقي المناطق القريبة من حصار واقتحامات متكرّرة.
وردت أنباءٌ أنّ منفذ عملية حاجز شعفاط الذي تبحثُ عنه إسرائيل كان أصلع، وهو ما دفعَ العشرات من شباب المخيم لحلاقة شعر رأسهم تمامًا وذلك بهدف التمويه على الاحتلال وتعقيد عمليّة البحث عنه، حيثُ انتشرَ على مواقع التواصل الاجتماعي عدّة مقاطع فيديو تُظهر الكثير من الشباب الفلسطينيين داخلَ صالونات الحلاقة وهم حليقي الرأس بالكامل.

## المنفذ
وُلدَ عدي التميمي في بلدة شعفاط الفلسطينيّة بالقربِ من مدينة القدس وكانَ يبلغ من العمرِ 22 عامًا حين قُتل على يدِ جنود الاحتلال الإسرائيلي خلالَ العمليّة الثانيّة التي نفذها قُربَ مستوطنة معاليه أدوميم. لم يُعتقَل عدي سابقًا، وليس لديه بحسبِ عدّة مصادر أيُّ انتماء تنظيمي، كما أوضحت التحقيقات الإسرائيليّة أنّ أصدقائه الذين كانوا معه في السيارة لم يكونوا حتى هم على معرفةٍ بما خطَّط له. نشرت صحيفة يديعوت أحرونوت العبريّة نقلًا عن مصادر أمنيّة قولها إنّ تقديرات أجهزة الأمن الإسرائيليّة تُشير إلى احتمالية أن يكون التميمي قد تصرَّف بمفرده من دون أي ارتباطٍ بتنظيم فلسطيني أو خلية منظمة.

## الاغتيال
بعد عدّة أيام من المطاردة، عادَ عدي التميمي لتنفيذ عملية جديدة ضدّ قوات الاحتلال الإسرائيلي يوم التاسع عشر من تشرين الأول/أكتوبر، وهي العملية الثانية التي ينفذها التميمي خلال أسبوعين، لكنّ قوات الاحتلال نجحت هذه المرّة في اغتياله بعدما اشتبكَ معهم. صوَّرت كاميرا مراقبة فيديو جرى تداوله على نطاقٍ واسعٍ في مواقع التواصل الاجتماعي وظهرَ فيه التميمي وهو يُطلق النار على جنود الاحتلال وظلَّ يُقاومهم ويشتبك معهم رغمَ إصاباته المتعدّدة حتى فارقَ الحياة.

## ما بعد الاغتيال

### اشتباكات القدس
سويعاتٌ بعدَ اغتيال التميمي حتى اندلعت مواجهاتٌ بين فلسطينيين وقوات الاحتلال في عدّة محاور في الضفة الغربيّة، كما أطلقَ فلسطينيون آخرون النار على قوات إسرائيلية عند حاجزي بيت إيل برام الله وقلنديا في القدس. أكّد نادي الأسير الفلسطيني أنّ قوات الاحتلال الإسرائيلي قد اعتقلت 15 فلسطينيًا في الضفة الغربية والقدس. أقدمت قوات إسرائيلية خاصّة في الواحدة صباحًا من يوم الحادي والعشرين من تشرين الأول/أكتوبر بتوقيت فلسطين المحليّ على اقتحامِ أحد أحياء مخيّم جنين بالضفة فاندلعت اشتباكاتٌ مسلّحة هناك، قبل أن تُعلن وزارة الصحة الفلسطينية عن وقوعِ «شهيد و3 إصابات برصاص قوات الاحتلال خلال اقتحام أحد أحياء مخيم جنين بالضفة الغربية».
نشرت الشرطة الإسرائيلية بعد الخامسة مساءً بدقائق (بتوقيت فلسطين) من يوم الثاني والعشرين من تشرين الأول/أكتوبر بيانًا أعلنت فيهِ عن «إصابة إسرائيلي بجروح خطرة بعد تعرضه للطعن في القدس ونفحصُ خلفيّة الحادث»، ثمّ أعلنت وزارة الصحّة الفلسطينيّة عن إصابة فلسطيني برصاصةٍ في الرأس أطلقها جيشُ الاحتلال عندَ جدار الفصل جنوب شرق قلقيلية. عادت وزارة الصحة لتُعلن في بيانٍ لاحقٍ «استشهاد شاب فلسطيني إثر إصابته برصاص جيش الاحتلال عند حاجز عسكري جنوب شرقي قلقيلية». زادت التوترات في القُدس عقبَ عمليّات الجيش الإسرائيلي في المدينة وخاصّة في مخيّم شعفاط الذي شهدَ العمليّة التي نفذها عُدي التميمي قبل أيّام، فاندلعت مواجهاتٌ في المخيّم أسفرت عن إصابة 3 جنود إسرائيليين بحسبِ بيانٍ لإذاعة الجيش الإسرائيلي.

### اغتيال الكيلاني
اغتالَ جيشُ الاحتلال الإسرائيلي في ساعاتٍ مبكّرة من يوم الثالث والعشرين من تشرين الأول/أكتوبر الشاب الفلسطيني تامر الكيلاني بعد انفجارِ عبوة ناسفة زُرعت في دراجة ناريّة أثناء مروره بحارة الياسمينة بالبلدة القديمة في نابلس، وقد أكّدت مجموعة عرين الأسود في بيانٍ لها الخبر موضحّة أنّ قوات الاحتلال الإسرائيلي هي من اغتالت تامر الكيلاني الذي كان أحد كوادر المجموعة. أقدمت القوات الإسرائيليّة في نفسِ اليوم على اعتقال 11 فلسطينيًا في مناطق متفرقة من الضفة الغربية بما في ذلك القدس.

### حصار نابلس
اندلعت بُعيد الواحدة صباحًا من يوم الخامس والعشرين من تشرين الأول/أكتوبر اشتباكاتٌ بين فلسطينيين وقوات الاحتلال الإسرائيلي في مدينة نابلس بعد محاولة الأخيرة اقتحامها. أسفرت الاشتباكاتُ التي استخدمَ فيها الجيش الإسرائيلي الرصاص الحيّ في ساعاتها الأولى عن إصابة 8 فلسطينيين، قبل أن تُعلنَ وزارة الصحة الفلسطينية عن وقوع قتيلٍ برصاص الاحتلال خلالَ مقاومة عمليّة الاقتحام الإسرائيليّة. تظاهرَ عشراتُ الفلسطينيين وسط مدينة رام الله تنديدًا باقتحام قوات الاحتلال لمدينة نابلس. صوَّرت وسائل إعلام محليّة قوات الجيش الإسرائيلي وهي تُطلق صواريخ مضادة للدروع على مبانٍ سكنيّة، فيما ادَّعت القناة 13 الإسرائيليّة أنّ ناشطين من جماعة عرين الأسود كانوا يتحصّنون في هذه المباني. حاولت قوات خاصّة إسرائيلية بزي مدني اقتحام البلدة القديمة في نابلس في الوقتِ الذي تحدث فيه موقعُ والا الإسرائيلي أنّ هدف ما سمَّاها العملية العسكرية في نابلس هو «إحباط هجومٍ كانت تعتزم جماعة عرين الأسود تنفيذه». حدثت وزارةُ الصحّة الفلسطينية حصيلة الضحايا في حصار نابلس من خلالٍ بيانٍ جديدٍ ذكرت فيه: «3 شهداء و19 جريحًا برصاص قوات الاحتلال الإسرائيلي أثناء اقتحامها لمدينة نابلس».
حذَّر مجلس الوزراء الفلسطيني من «ارتكاب جيش الاحتلال جرائم جديدة في عدوانه على نابلس المحاصرة منذ 15 يومًا»، كما دعا الأمم المتحدة والمنظمات الدولية للتدخل العاجل لوقفِ «العدوان الإسرائيلي»، أمّا لجنة تنسيق الفصائل في نابلس فقد أعلنت الإضراب الشامل و«يوم غضب وتصعيد على الحواجز حدادًا على أرواح الشهداء». نشرت حركةُ المقاومة الفلسطينيّة حماس هي الأخرى بيانًا ذكرت فيهِ أنها «تشدُّ على أيدي المقاومين وأفراد عرين الأسود الذين يتصدون ببسالة لاقتحام قوات الاحتلال لمدينة نابلس» داعيةً إلى النفير والاشتباك مع الاحتلال دفاعًا عن المدينة المُحاصَرة وتصعيدًا للمقاومة ضده، كما دعت الجبهة الشعبية لتحرير فلسطين من جهتها إلى النفيرِ صوب نابلس مطالبةً أجهزة الأمن الفلسطينية بالدفاع عن شعبها بكل قوة. تصاعدت التوترات في الضفة الغربيّة أكثر فأكثر معَ إعلانِ وزارة الصحة الفلسطينية من جديدٍ عن «استشهاد فلسطيني برصاصِ الاحتلال الإسرائيلي في قرية النبي صالح شمال مدينة رام الله».
نشرَ جيش الاحتلال الإسرائيلي بيانًا قال فيه «إنّ عملية نابلس استهدفت شقة لمجموعة عرين الأسود تستخدم لتصنيع العبوات الناسفة»، ثمّ ظهرَ رئيس الوزراء الإسرائيلي يائير لابيد وهو يقول إنه «قد جرى تصفية أحد قادة مجموعة عرين الأسود»، طالبًا من «الرئيس الفلسطيني السيطرة على الميدان إذا أراد استقرار سلطته». من جهتها فقد أعلنت وزارة الصحة الفلسطينية عن «ارتفاع عدد الشهداء برصاص قوات الاحتلال خلال اقتحامها نابلس إلى 5 والجرحى إلى 20»، فيما عمَّ إضرابٌ في البلدات والمدن بالضفة الغربية حدادًا على ضحايا الاقتحام الإسرائيلي، فضلًا عن مظاهرة أخرى شاركَ فيها مئاتُ الفلسطينيين في الناصرة احتجاجًا على زيارة لابيد للمدينة ضمن حملتهِ الانتخابيّة.

### اغتيال ضابطين فلسطينيين
أعلنت وزارة الصحة الفلسطينية فجر يوم الجمعة الموافق للثامن والعشرين من تشرين الأول/أكتوبر مقتل فلسطينيين اثنين وإصابة ثالث برصاص قوات الاحتلال الإسرائيلي قُرب حاجز حوارة العسكري جنوب مدينة نابلس، قبل أن يتبيَّن لاحقًا أنّ المغتالانِ هما عماد أبو رشيد (47 سنة) الذي أُصيب برصاص الجيش الإسرائيلي في البطن والصدر والرأس، ورمزي سامي زَبَارَة (35 سنة) الذي فارقَ الحياة متأثرًا بإصابته الحرجة برصاصة في القلب، والاثنينِ بحسبِ وكالة الأنباء الفلسطينية (وفا) من ضباط جهاز الدفاع المدني الفلسطيني. بدأَ بعدها الجيش الإسرائيلي في تمشيطِ عدّة مناطق بالضفة الغربية كما اعتقلَ عددًا من الفلسطينيين. أدانت الخارجية الفلسطينية قَتل الاحتلال ضابطين بالدفاع المدني مؤكّدةً أنّ عمليّتي الاغتيال جاءت وفقًا لتعليمات المستوى السياسي والعسكري الإسرائيلي.

## ردود الفعل

### الفلسطينيّة
دعت الفصائل الفلسطينية عقبَ اغتيال الشاب عدي التميمي إلى الإضراب الشامل في الضفةِ الغربية والقدس حدادًا على «استشهاد المطارد عدي التميمي برصاص الاحتلال الإسرائيلي»، كما طالبت لجنة التنسيق الفصائلي بنابلس في بيانٍ صحفي لها بتصعيد المواجهات على كافة نقاط التماس «وفاءً للشهداء وتأكيدًا على نهج النضال والكفاح الوطني». أعلنَ الاتحاد العام للمعلمين الفلسطينيين هو الآخر الإضراب الشامل في جميع المدارس «حدادًا على استشهاد المطارد التميمي»، كما أعلن مجلس الطلبة والحركة الطلابية بجامعة بيرزيت في بيت لحم حدادا على روح عدي التميمي كما وردَ في بيانِ المجلس.
أصدرت مجموعة عرين الأسود بيانًا عقبَ اغتيال التميمي قالت فيه: «لقد ولى زمن الانتصارات الوهمية يا إسرائيل، وحان زمان الهزائم»،  كما نعت حركة المقاومة الإسلامية حماس عدي التميمي وباركت عمليتيه واصفةً إيّاهما بـ «البطوليتين في شعفاط ومستوطنة معاليه أدوميم»، وذكرت في بيانها: «إنّ هذه العملية الجديدة، واستبسال البطل التميمي وإصراره على مقاومة الاحتلال، يثبت أركان ثورة شعبنا ضد الاحتلال المجرم، ويبعث برسالة التحدي له من قلب القدس، وينذره بأيام سوداء يُستهدف فيها جنودهم وحراس مستوطناتهم وقطعانهم المعربدة في بقاعنا الطاهرة، ويحوّل جبروتهم وغطرستهم إلى مهزلة بأيدي مقاومينا الأبطال».

### الإسرائيليّة
- هنَّأ رئيس الوزراء الإسرائيلي يائير لبيد جيش الدفاع عقبَ مقتل عدي وقال: «أهنئ قوات الجيش والشاباك والشرطة وحرس الحدود بعد تصفية عدي التميمي خلال تنفيذه لهجوم آخر بعد عملية حاجز شعفاط، لن نهدأ أو نرتاح حتى نلقي القبض على كل من يضر بالاسرائيليين وجنود الجيش وسنعمل بدون تردد ضد الإرهاب».[65]
- أشادَ وزير الجيش بيني غانتس بالجيش الإسرائيلي قائلًا: «أشيد بحراس الأمن الذين قاموا بتصفية عدي التميمي الذي نفذ عملية شعفاط، ونفذ اليوم عملية معاليه أدودميم. سنضع أيدينا على كل الإرهابيين ومرسليهم، وسنتصرف أينما ومتى لزم الأمر».[66]